# 23777 Goursat
23777 Goursat (1998 QT5) là một tiểu hành tinh vành đai chính được phát hiện ngày 23 tháng 8 năm 1998 bởi P. G. Comba ở Prescott.